# 马恩河畔布里站
马恩河畔布里站是法国的一个铁路车站，位于法国城市马恩河畔布里境内。该站是法兰西岛大区铁路系统当中的一个车站，属于第四收费区（Zone 4）。
马恩河畔布里站也是巴黎大环线铁路上的一个车站，其对应的站台位于现有车站的北侧，现已基本废弃且不对外开放。

## 位置
马恩河畔布里站位于马恩河畔布里市区的南部，法兰西岛大区快铁A线37.95公里处，由巴黎市中心前往本站需要大约18分钟。马恩河畔布里站是一个高架车站，其轨道大致呈西北-东南走向，地面则为公共汽车站。

## 历史
马恩河畔布里站自1977年12月9日开始投入使用。2008年~2013年间，该站仅停靠终点为大努瓦西东山的短线列车。2013年后，大部分短线列车都改为终到托尔西。
在高峰期，极少数短线列车和约1/3的长线列车不停靠马恩河畔布里站，而其余时段所有列车均会停靠。

## 站台设置
| 东北↑ |      |  |                                 |
|       | 侧式 |  |                                 |
|       |      |  | 大努瓦西东山（马恩拉瓦雷方向）→ |
|       |      |  | ←讷伊普莱桑斯（巴黎市区方向）   |
|       | 侧式 |  |                                 |
| 西南↓ |      |  |                                 |

## 停靠线路
以下列车线路在马恩河畔布里站停靠：
| 马恩河畔布里站列车线路表（区域线路）                    |                       |           |              |                        |
| 起点                                                    | 上一站                | 线路      | 下一站       | 终点                   |
| 塞尔吉高地/普瓦西 圣日耳曼昂莱 勒韦西内-勒佩克/拉德芳斯 | 丰特奈谷/讷伊普莱桑斯 | [T] · (A) | 大努瓦西东山 | 托尔西/马恩拉瓦雷-谢西 |

## 配套交通

### 长途客车
马恩河畔布里站附近暂无常规的长途客运汽车，'当某段铁路线施工或罢工时，RATP可能会提供途径该线路沿途站点的大巴车。

### 城市公共交通
| 马恩河畔布里站附近的市内公共交通线路 |                    | |
| 公交车站名称                         | 位置               | 停靠线路 |
| 快铁马恩河畔布里站                   | 马恩河畔布里站地面 | 120：大努瓦西-快铁东山站 ↔ 马恩河畔诺让-快铁诺让站 210：万塞讷-地铁万塞讷城堡站 ↔ 马恩河畔维利耶-快铁勒普莱西特雷维斯站 220：马恩河畔布里-快铁马恩河畔布里站 ↔ 托尔西-快铁站 520：马恩河畔布里-快铁马恩河畔布里站 ↔ 马恩河畔维利耶-布里高地 |
| 1. 2.                                |                    | |

### 社会车辆
马恩河畔布里站附近的街道可沿街停靠社会车辆。

## 临近车站
| 马恩河畔布里站（Gare de Bry-sur-Marne） |                     |                        |
| 上行车站                                | 线路                | 下行车站               |
| 讷伊普莱桑斯站 1.2km ←                  | 法兰西岛大区快铁A线 | 大努瓦西东山站 → 1.9km |
| - 本表仅显示运营中的线路及车站          |                     |                        |

## 图集

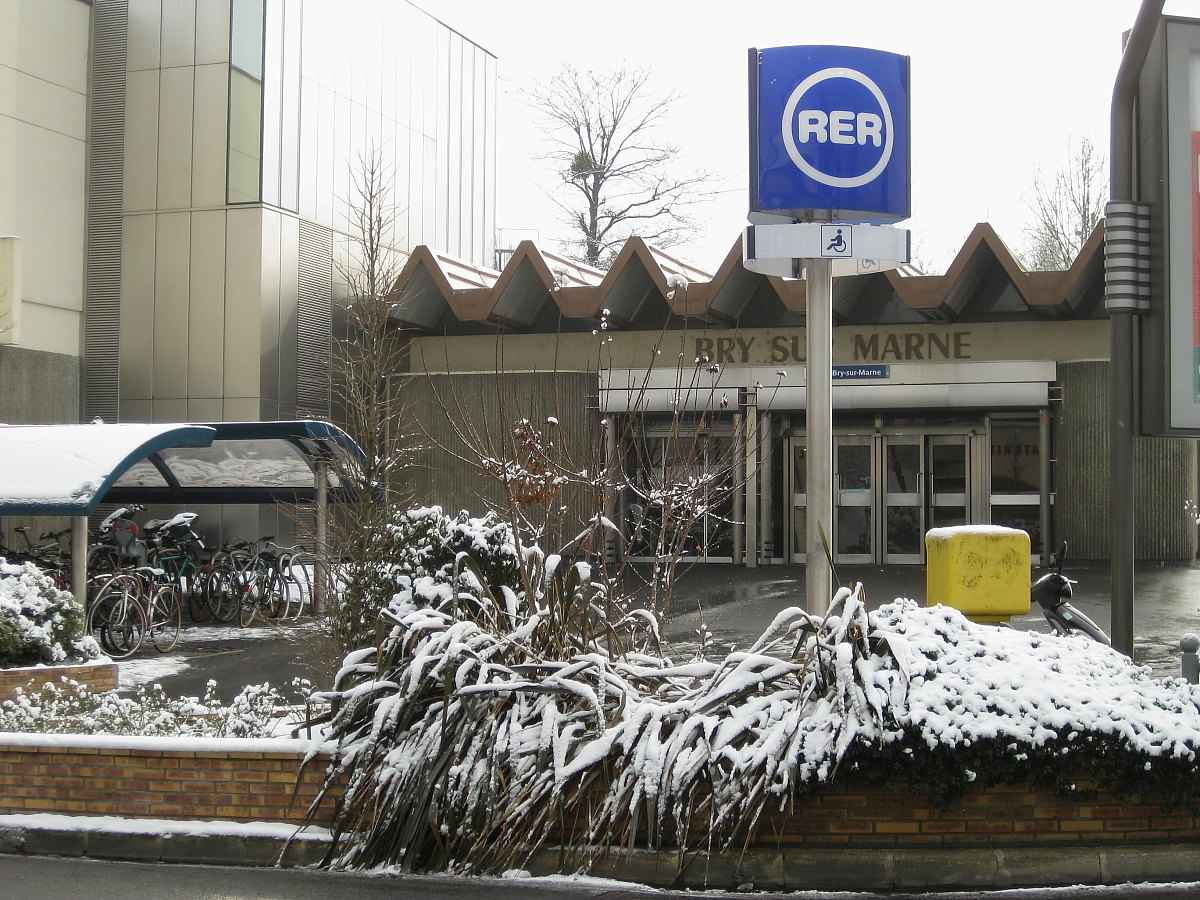
雪中的站口
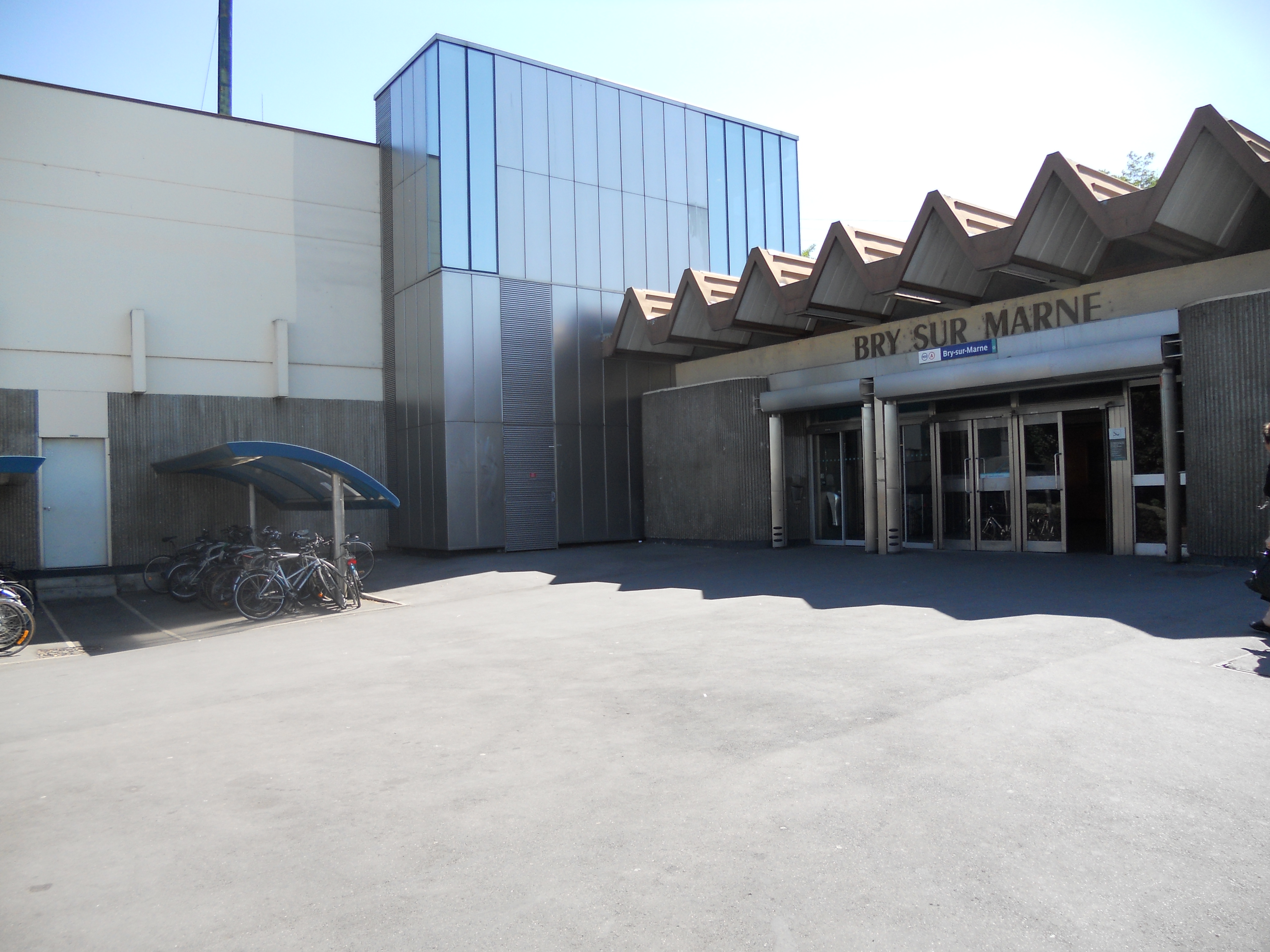
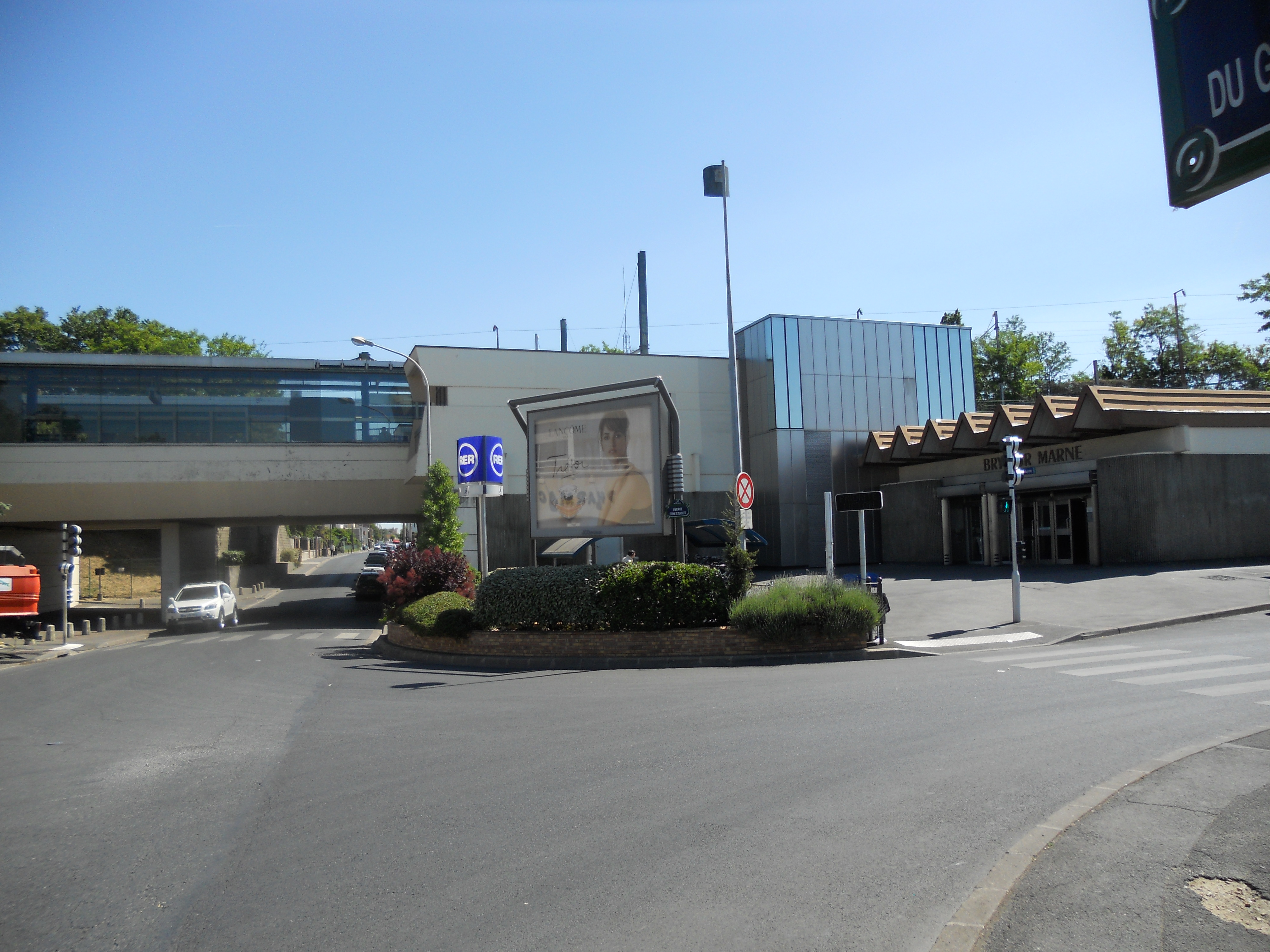
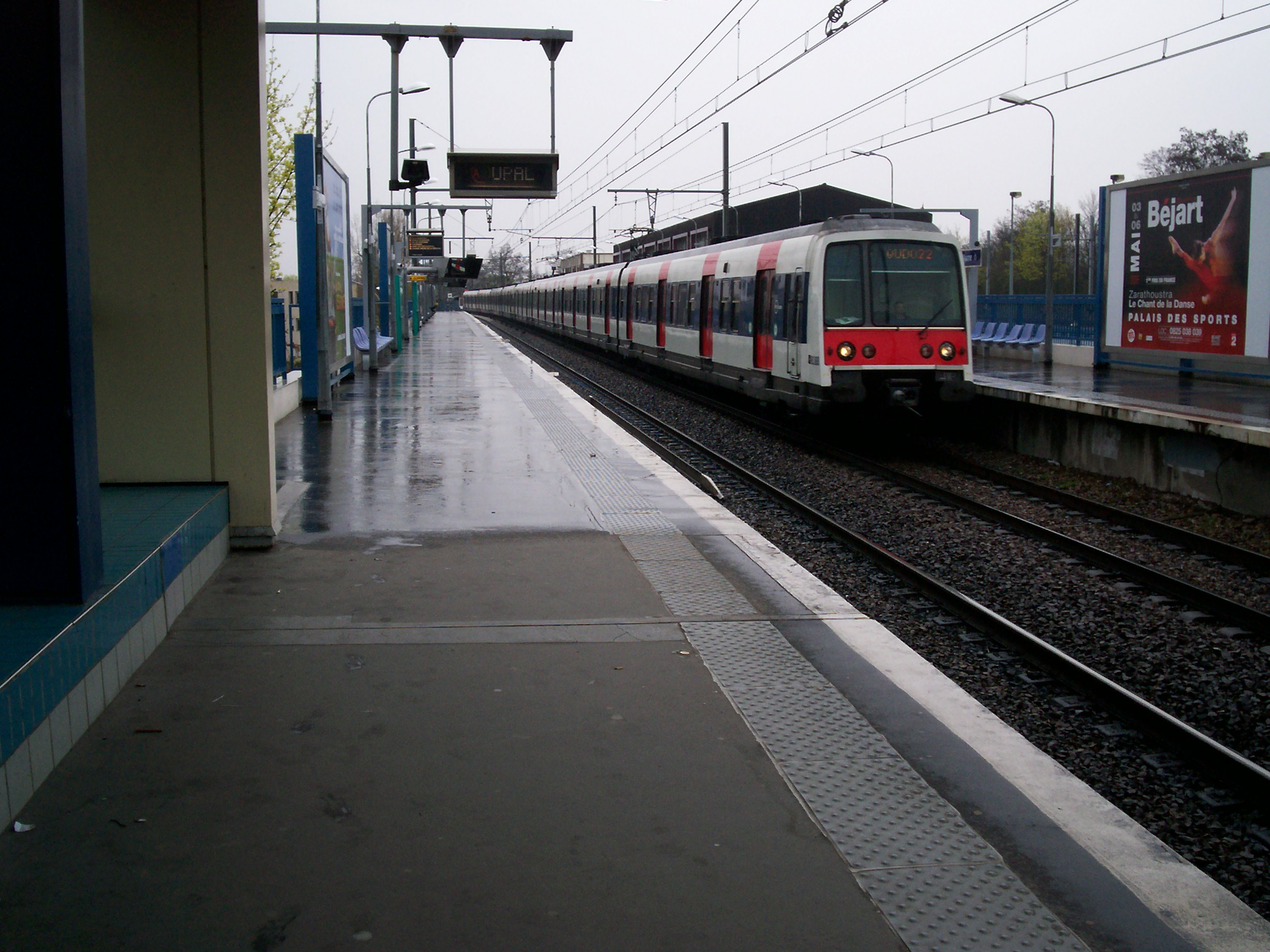
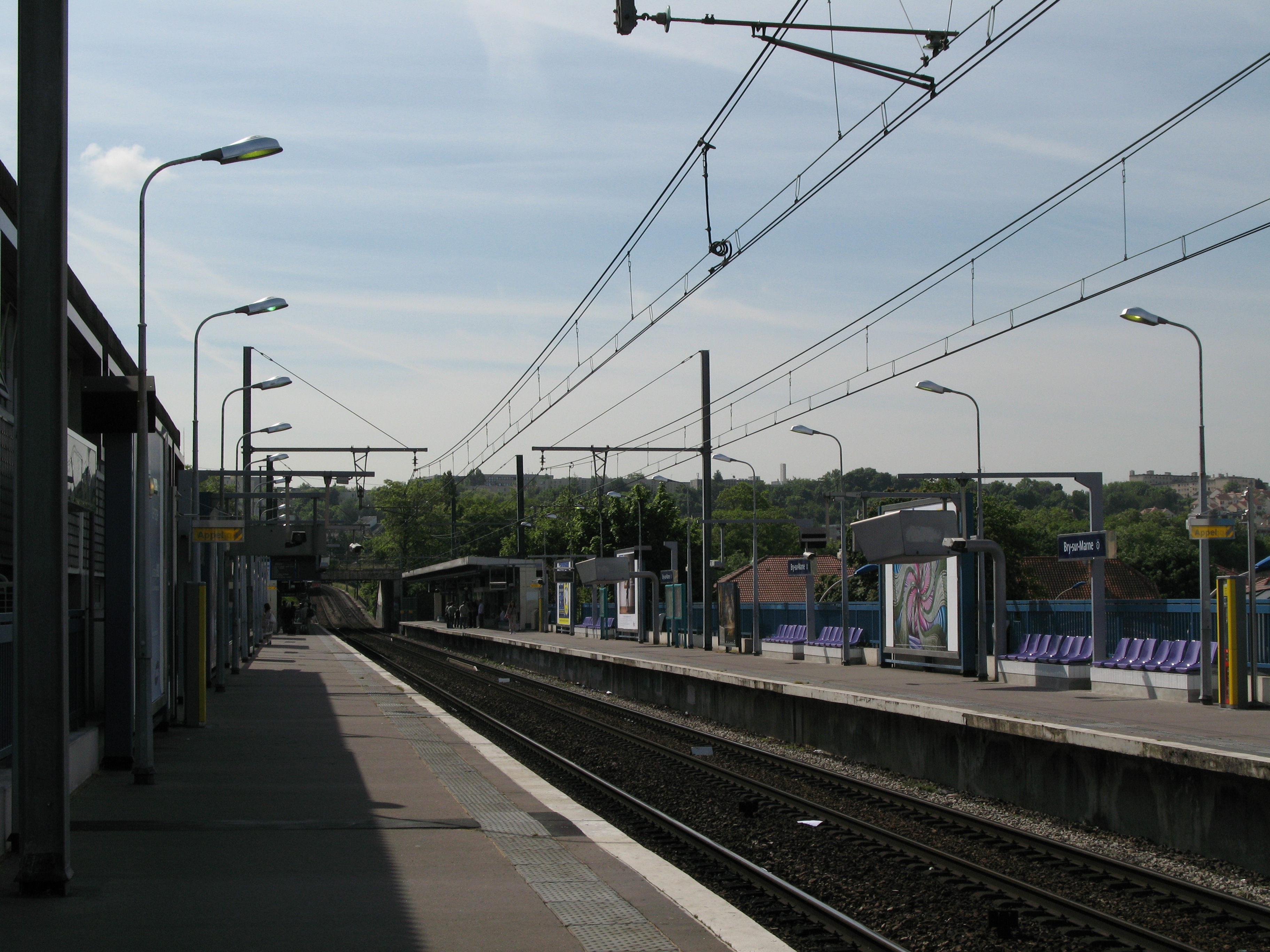